# Alectra schoenfelderi
Alectra schoenfelderi är en snyltrotsväxtart som beskrevs av Moritz Kurt Dinter och Melch.. Alectra schoenfelderi ingår i släktet Alectra och familjen snyltrotsväxter. Inga underarter finns listade i Catalogue of Life.